# Walentynki (film 2001)
Walentynki (tytuł oryg. Valentine) – amerykański slasher z 2001 roku, powstały na motywach powieści Toma Savage’a.

## Fabuła
Dzień świętego Walentego. Pięć przyjaciółek upokarza nieśmiałego chłopaka na szkolnej potańcówce. Sprawy przybierają nieoczekiwany obrót i ofiara trafia do zakładu poprawczego. Po latach ginie Shelley, jedna z dziewcząt. Jej przyjaciółki otrzymują listy z pogróżkami. Tymczasem zbliżają się walentynki.

## Obsada
- Marley Shelton jako Kate Davies
- David Boreanaz jako Adam Carr
- Jessica Capshaw jako Dorothy Wheeler
- Denise Richards jako Paige Prescott
- Jessica Cauffiel jako Lily Voight
- Katherine Heigl jako Shelley Fisher

## Informacje dodatkowe
- W filmie gra Jessica Cauffiel. Aktorka wystąpiła także w drugiej części horroru Ulice strachu. Część pierwszą wyreżyserował twórca niniejszego filmu.
- Rolę Dorothy Wheeler miała zagrać Tara Reid (wystąpiła w jednym ze wcześniejszych filmów reżysera), a w rolę Paige Prescott miała wcielić się Jennifer Love Hewitt, znana z Koszmaru minionego lata.
- David Boreanaz przebywał na planie zdjęciowym tylko przez dwa tygodnie. Jeszcze krócej na planie była Katherine Heigl – zaledwie przez trzy dni. Cały film nakręcono w czterdzieści dwa dni.
- Imiona bohaterów nawiązują do postaci z innych horrorów, np. bohaterka grana przez Denise Richards nosi nazwisko po postaci z Krzyku Wesa Cravena.
- Hasło reklamowe: Pamiętasz tego chłopaka, którego wszyscy ignorowali w walentynki? Nie? Nic nie szkodzi – on pamięta ciebie.